# Bärbel Inhelder
Bärbel Inhelder, nació el 15 de abril de 1913 en St Gallen, Suiza, fue la única hija de Alfred Inhelder, un profesor de Ciencias Naturales de la Escuela de Profesores Rorschach, y de Elsa Spannagel, una mujer muy culta nacida en Alemania. Luego de cursar los estudios básicos se inscribió en la Escuela de Profesores Rorschach. Después de graduarse en 1932, fue a Ginebra a estudiar al prestigioso Instituto Jean-Jacques Rousseau, a cargo de Claparède, Bovet y Piaget. Desde el primer año fue incluida en las investigaciones de Piaget, primero como estudiante, luego como asistente voluntaria (1932-1938). Su experimento acerca de la tarea de disolución del azúcar la condujo a la publicación de su primer artículo Observations sur le principe de conservation dans la physique de l'enfant (Observaciones sobre el principio de conservación en la física del niño) (1936). 

En 1938 regresó a St Gallen, donde implementó el primer Servicio de Evaluación Educativa del Cantón, mientras trabajaba en su disertación doctoral. Ella se graduó en 1943 y publicó El diagnóstico del razonamiento en los débiles mentales (Inhelder, 1943/1971). Cuando la convocaron nuevamente a Ginebra, primero fue designada como directora de estudios, luego como profesora con dedicación exclusiva (1948) y continuó colaborando con Piaget, lo cual dio como resultado la publicación de numerosos artículos y libros tales como El desarrollo de las cantidades físicas en el niño (Piaget y Inhelder, 1941/1971), La géometrie spontanée de l´enfant (La geometría espontánea del niño) (Piaget, Inhelder y Szeminska, 1948), La représentation de l´espace cez l´enfant (La representación del espacio en el niño) (Piaget y Inhelder, 1948), entre los más conocidos.
Durante los años cincuenta, mientras Piaget se comprometía cada vez más con la epistemología genética, Bärbel Inhelder concentró sus intereses en los aspectos funcionales de la construcción del conocimiento. Mientras estudiaba el desarrollo del método experimental en niños y adolescentes, con un grupo de investigadores jóvenes y talentosos, descubrió la etapa de las operaciones formales (De la lógica del niño a la lógica del adolescente, Inhelder y Piaget, 1955/1972). Desde 1953 a 1955 participó en una serie de conferencias organizadas por la División de Salud Mental de WHO, con la participación de eminentes especialistas tales como Konrad Lorenz, Margaret Mead, John Bowlby, René Zazzo, Erik Erikson, Julian Huxley y Jean Piaget. Las actas de estas conferencias fueron publicadas por Tanner y Inhelder (Discussions in Child Development (Discusiones sobre el desarrollo del niño), Tanner y Inhelder, Vol I 1956; Vol II y III,1958; Vol IV, 1960). A partir de entonces Bärbel recibió numerosas invitaciones para disertar en los Estados Unidos, donde tuvo el privilegio de conocer a varios expertos americanos en psicología. Algunos de ellos se convirtieron en amigos cercanos, con quienes continuó correspondiéndose hasta el final de su vida.
Entre 1960-1970, continuó colaborando con Piaget en los dominios de la imagen mental y la memoria (L´image mentale chez l´enfant: Estude sur le développement des représentations imagéens (La imagen mental en el niño: estudio sobre las representaciones de las imágenes), Piaget y Inhelder, 1966; Memoria e Inteligencia, Piaget & Inhelder, 1968/1972). En 1961 la invitaron al Centro de Ciencias Cognitivas, recientemente creado por Jerome Bruner en la Universidad de Harvard. No habiendo podido tomarse un año sabático completo, ella permaneció allí solamente por cuatro meses. Su estadía fue muy fructífera tanto en los aspectos profesionales como personales. En 1968 fue elegida profesora con dedicación exclusiva en la Escuela Ratcliff de la Universidad de Harvard, un interesante y prestigioso puesto, que finalmente rechazó debido a su compromiso hacia Ginebra y Piaget. Fue en esta época que comenzó a trabajar sobre aprendizaje y estructuras cognitivas, junto con Mimi Sinclair y Magali Bovet. Producto de este trabajo se publicó el libro Aprendizaje y Estructuras del conocimiento (Inhelder, Sinclair, Bovet, 1974/1975 ) en Francés e Inglés en el mismo año, el cual generó numerosas críticas y discusiones así como réplicas de los experimentos presentados en el mismo.
Durante los años setenta, dirigió un proyecto de investigación intercultural en el Oeste Africano, utilizando tareas Piagetianas para estudiar el desarrollo de los niños Baoulé (Costa de Marfil). Después que Piaget se jubilara en 1971, ella ocupó su lugar en Psicología Genética y Experimental hasta 1983, cuando se jubiló de la docencia - la sucedió Howard E. Gruber- pero no del trabajo científico. Durante esa época, con un nuevo equipo de asistentes jóvenes, asumió el trabajo experimental sobre las estrategias de los niños en la resolución de problemas, dando como resultado Los senderos de los descubrimientos del niño (1992/1996), su último libro. En 1974 Inhelder creó La Fundación Archivos Jean Piaget, un centro de documentación e investigación, con el objetivo de agrupar todas las publicaciones de Piaget así como las investigaciones inspiradas en él. Trabajó allí primero como directora y luego como Jefa del comité científico.
Durante su larga y productiva vida científica, Bärbel Inhelder recibió numerosas distinciones científicas y premios, así como una docena de títulos honoríficos de diversas universidades de todo el mundo.

Nota del Traductor
[1]. Se han sustituido las referencias de las publicaciones originales en francés por las traducidas al castellano.
[2]. Se han incorporado otras publicaciones relevantes:

Inhelder, B. y Caprona, D. de (1987). Introducction. En B. Inhelder, D. de Caprona, y A, Cornu- Wells (Edrs.). Píaget today (pp. 1-14). Hillsdale, NJ: LEA.
Inhelder, B. y Caprona, D. de (1990). The role and meaning of structures in genetic epistemology. En W.F. Overton (Ed.). Reasoning necessity and logic: Developmental perspectives (pp. 33-44). Hillsdale, NJ: LEA.
Inhelder, B. y Piaget. J. (1967). La génesis de las estructuras lógicas elementales. Buenos Aires: Guadalupe. (Original, 1959).
Inhelder, B. y Piaget. J. (1979). Procédures et structures. Archives de Psychologie, XLVII, 165-176.
Fuente: Fundación Archives Jean Piaget (2002). Bärbel Inhelder. A short biography. Ginebra, Suiza. Obtenido 3 de abril de 2003 desde http://www.unige.ch/piaget/biographies/biobiGB.html
- Datos: Q124022